# David Lombán
David Rodríguez Lombán (Avilés, 5 giugno 1987) è un ex calciatore spagnolo, di ruolo difensore.

## Caratteristiche tecniche
Terzino destro, può giocare anche come difensore centrale.

## Carriera

### Club
Rimasto svincolato dopo l'esperienza all'Elche, il 10 agosto 2015 raggiunge un accordo col Granada, firmando un triennale.

### Nazionale
Ha giocato nelle nazionali giovanili spagnole Under-17 ed Under-20.